# كورت هاس
كورت هاس هو مجدف سويسري، (و. 1909  م).

## وصلات خارجية
- كورت هاس على موقع الاتحاد الدولي للتجديف (الإنجليزية)
- كورت هاس على موقع اللجنة الأولمبية الدولية (الإنجليزية)
- كورت هاس على موقع أوليمبيديا (الإنجليزية)